# Åsgölen, Småland
Åsgölen är en sjö i Vaggeryds kommun i Småland och ingår i Lagans huvudavrinningsområde. Sjön är 9,2 meter djup, har en yta på 0,056 kvadratkilometer och befinner sig 243 meter över havet. Åsgölen ligger i Trollamossen Natura 2000-område.

## Delavrinningsområde
Åsgölen ingår i det delavrinningsområde (637763-139734) som SMHI kallar för Mynnar i Lagan. Medelhöjden är 249 meter över havet och ytan är 56,96 kvadratkilometer. Det finns inga delavrinningsområden uppströms utan avrinningsområdet är högsta punkten. Stödstorpaån som avvattnar avrinningsområdet har biflödesordning 3, vilket innebär att vattnet flödar genom totalt 3 vattendrag innan det når havet efter 204 kilometer. Delavrinningsområdet består mestadels av skog (73 %) och sankmarker (13 %). Avrinningsområdet har 1,18 kvadratkilometer vattenytor vilket ger det en sjöprocent på 2,1 %. Bebyggelsen i området täcker en yta av 0,74 kvadratkilometer eller 1 % av avrinningsområdet.